# Stroomopwaarts (film)
Stroomopwaarts (ook bekend als Way Upstream) is een Nederlandse film uit 1991, geregisseerd door Sander Francken. Het is een remake van de Britse film Way Upstream uit 1987, dat daarop weer gebaseerd is op het gelijknamige toneelstuk uit 1981, van Alan Ayckbourn.

## Verhaal
Twee echtparen maken een boottochtje. De vakantiesfeer wordt echter verstoord, wanneer een vijfde persoon aan boord komt die meevaart.

## Rolverdeling
| Acteur                | Personage        |
| --------------------- | ---------------- |
| George van Houts      | Aldert-Jan       |
| Celia van den Boogert | Joke             |
| Aus Greidanus         | Kees             |
| Geert de Jong         | Wendy            |
| Gees Linnebank        | Jim              |
| Juul Vrijdag          | Mevrouw Hartkamp |
| Joop Wittermans       | Politieagent     |